# Принцип васпитања за колектив и у колективу
Принцип васпитања за колектив и у колективу је педагошки принцип који указује на неопходност социјализације сваког детета. Макаренко је најизразитије применио овај принцип у раду са младима.

## Пожељне активности васпитача
Овај принцип треба испоштовати још од врло малог узраста, најпре у породици, а потом у обданишту и школи. Ипак, да би колектив био субјекат васпитања, он мора да има своју структуру, али и да омогућава повезивање и исказивање мисли слободно и демократично. У колективу дете је и објекат који прима утицаје, али и субјекат који утиче и преноси.